# 櫻井勉
櫻井勉（日语：／ Sakurai Tsutomu */?，1843年11月3日—1931年10月12日），幼名熊一 ，號兒山，日本但馬國出石藩（今兵庫縣豐岡市出石町）人:471，漢詩詩人、政治家，臺灣首任新竹縣知事。

## 生平

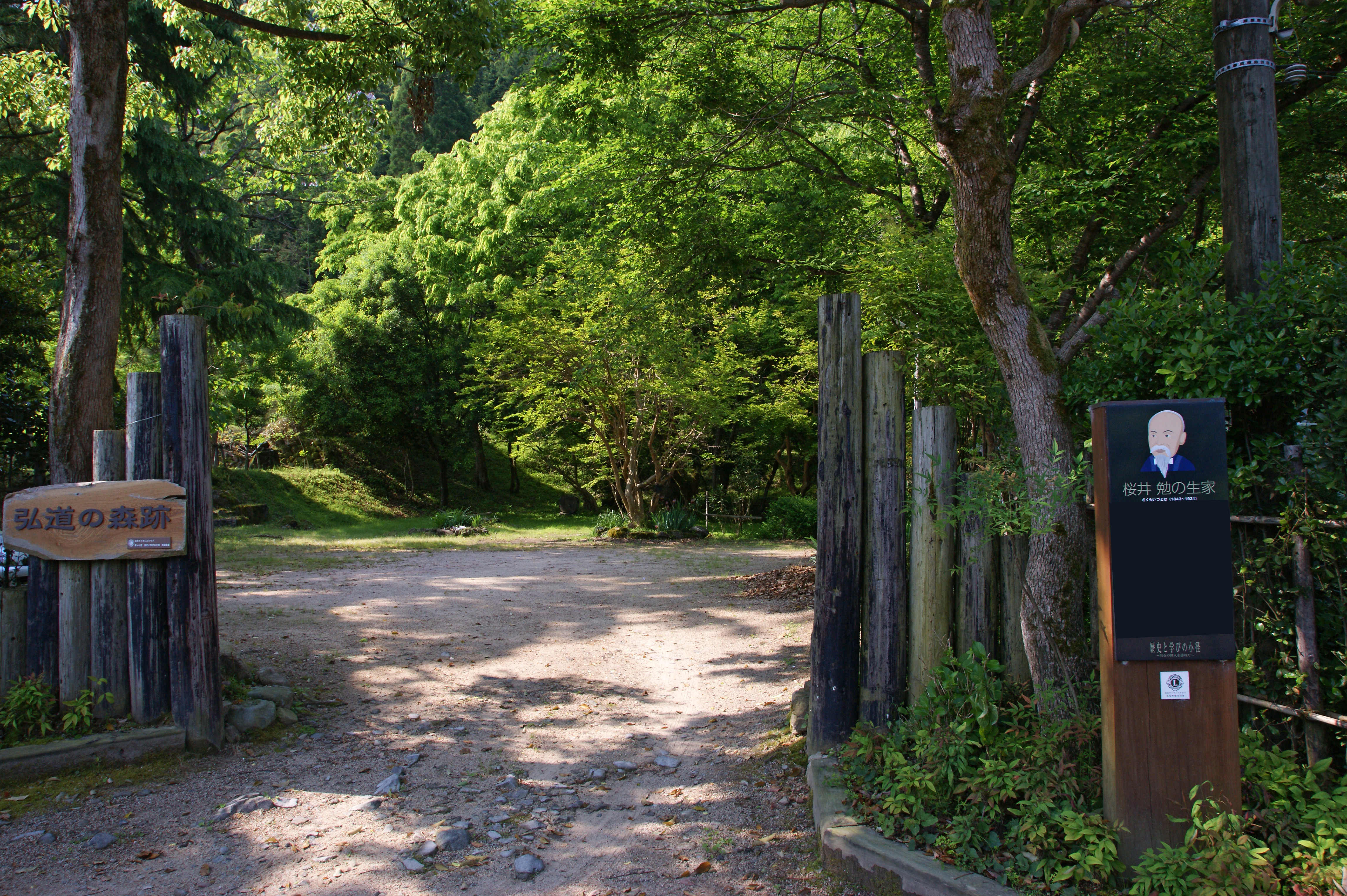
櫻井勉出生之地

櫻井勉在天保十四年（1843年）和曆九月十二日出生，為藩士櫻井一太郎的長男。嘉永三年（1850年）進入藩校弘道館就讀，慶應四年（1868年）鳥羽伏見之戰爆發時，奉藩主之命上京，同年擔任弘道館校長:471。1870年，任出石藩大參事，翌年擔任出石縣大參事，出石縣遭廢除後，改任松山縣權參事。1873年擔任租稅權助，在山陰地方、山陽地方進行地租改正。1875年設立氣象測候所，開始進行天氣預報，並在日本各地積極設立氣象測候所，因此有「氣象預報之父」之稱。
後明治政府決定要將鳥取縣與豐岡縣兩縣合併。1876年，當時的內務大臣大久保利通召見櫻井，希望他能對合併一事提供意見。其建議：「但馬和因幡（今鳥取縣）之間因山脈險峻往來不便，因此豐岡縣應與飾磨縣（今兵庫縣播磨地區）合併。」
1878年擔任內務省地理局長，1879年擔任山林局長，1881年擔任内務大書記官，1887年擔任內務省華族局代理長官，1889年擔任德島縣知事。1894年，任眾議院議員，1896年，任山梨縣知事。
1897年，其擔任新竹縣知事，成為新竹在臺灣日治時期的首任首長:471。櫻井上任後，即聘僱鄭鵬雲、曾逢辰編簒《新竹縣志》，其二人費時五個月完成《新竹縣志初稿》一書:94。櫻井勉由於熟諳漢學，因此利用辦公之餘，在新竹潛園內召開詩人大會，與當地詩人鄭鵬雲、王松、王石鵬、王瑤京等人互相唱和，並「以西洋食觴之」，更經常與王石鵬、羅百祿、李逸樵等人遊覽名勝:471:26:26。之後創辦《竹塹新誌》，延請友人結城蓄堂、宮崎來城等人來臺執筆:471。
櫻井勉擔任知事僅有一年，1898年5月即卸任:94。返日後，仍與樸學大師俞樾有詩文往來:1477。
1901年，擔任內務省神社局長，1902年退休。1907年，獲授錦雞間祗候，同年再度來臺:38，創立新竹製腦株式會社，自任社長一職:471，1910年離臺:134。
退休後的櫻井致力於鄉土研究，以自己曾祖父所著之《但馬考》為藍本，寫成《校補但馬考》一書。
大正年間，臺灣共進會開會之際，櫻井又曾抵達臺灣。1929年，櫻井再度有重回臺灣的想法，但被其妻以「年齒太高」的理由所拒絕。1931年10月10日，櫻井勉因風邪在家靜養，至10月12日上午五點三十分突然因心臟麻痺過世:39。

## 軼事
傳說當時羅百祿為向櫻井勉宣傳新竹風光，因此佈置舊跡，稱溪邊的一顆石頭為劉銘傳至新竹遊玩時的釣魚之處，後自行抄錄一首詩作，稱該詩為劉銘傳釣魚時所作。櫻井頗為懷疑的說：「試問當年劉爵帥，曾於何處釣何魚？」王石鵬因而解釋道：「省三原是功名重，釣爵情殷不釣魚」，櫻井便「笑而領之」:26-27。

## 榮典

### 位階
- 1873年11月15日 - 從六位[15]
- 1886年11月16日 - 正五位[16]
- 1890年11月1日 - 從四位[17]

### 勳章
- 1886年11月30日 -  勲四等旭日小綬章[18]